# Vella Sarai

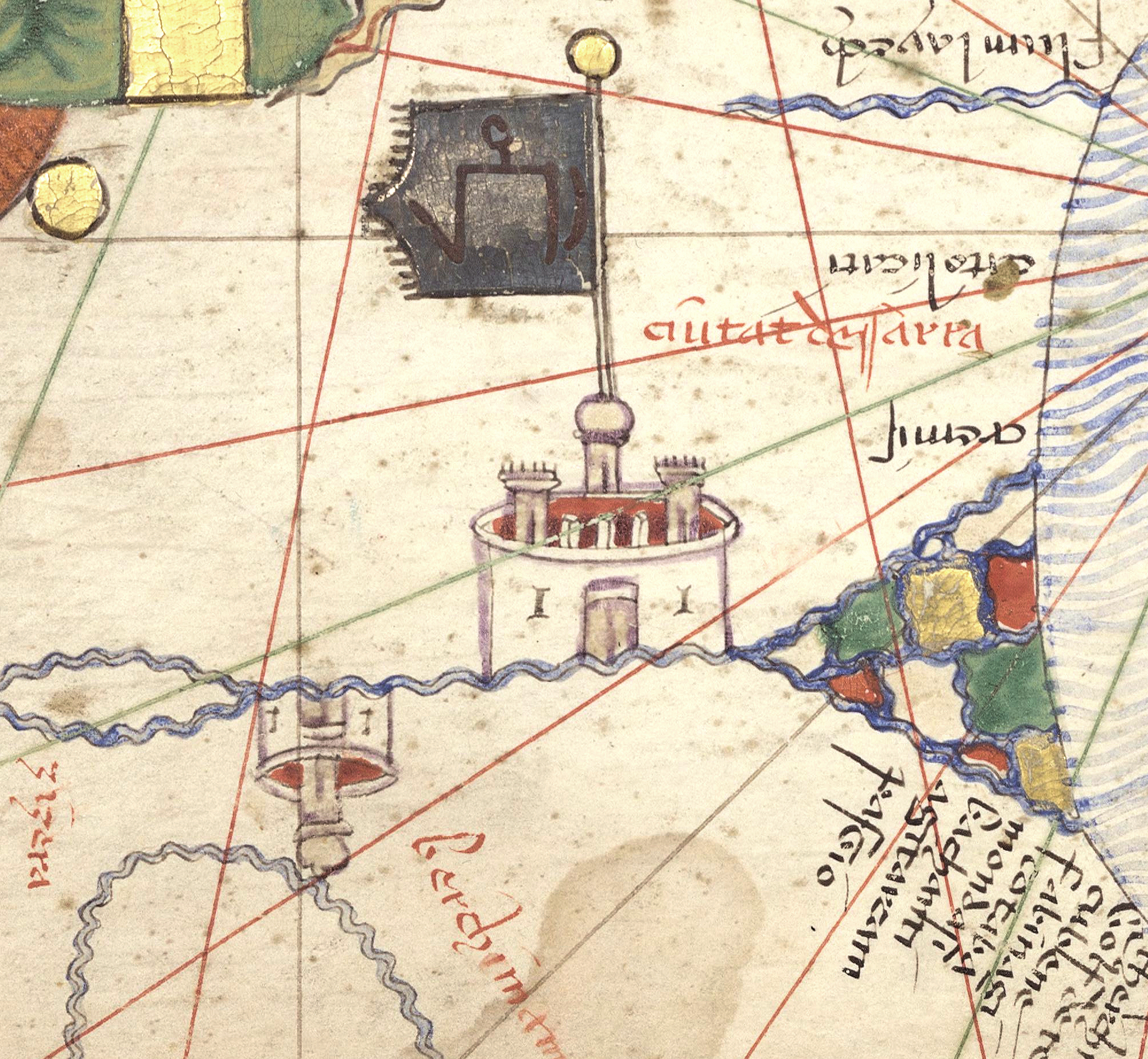
"Ciutat de Sarra" a l'Atles Català (1375).

Vella Sarai, inicialment només Sarai o "Sarai Batu", "Sarai Berke" o "Sarai al-Makrus" és una ciutat, el nom de la qual vol dir "palau" en persa. Fou establerta pel governant mongol Batu Khan a la meitat del 1240, al lloc de Saqsin (Saksin), que havia estat construïda al lloc de la capital dels khàzars, Itil, que esmenta el geògraf àrab Abu Hamid al-Gharnati i el persa Abu-Yahya al-Qazwiní i alguns altres; el frare Benedykt Polak l'esmenta com a Terra dels saksins en el viatge de 1246 de Giovanni da Pian del Carpine al campament de Batu Khan. S.A. Pletneva situa Saksin entre les modernes Volgograd i Akhtubinsk. Saksin podria derivar de la versió àrab del turc Sarighsin (Ciutat Groga). És possible que els habitants fossin cumans i estava propera a les ruïnes d'Atil, la vella capital dels khàzars. El 2003 Dmitry Vasilyev de la Universitat de l'Estat d'Àstrakan va fer una sèrie d'excavacions al lloc de Samosdelskoye del poble de Samosdelka (Самосделка) al delta del Volga i va trobar diversos objectes khàzars, oghuz i búlgars suposant que el lloc podria ser Saksin, però no hi ha cap prova segura. Atil estaria sota Saksin i Sarai a la rodalia.
Aquest lloc estava situat probablement a la riba del riu Akhtuba, un canal del Volga inferior, prop del poble modern de Selitrennoye (Selitrennoi Gorodk), on hi ha unes salines, al districte de Kharabalinsky, oblast d'Astracan, Rússia, a uns 120 km al nord d'Astracan. Sarai era la seu de Batu Khan i ho fou també del seu successor Berke Khan. Sota ambdós Sarai fou la capital d'un gran imperi. Els diversos prínceps russos anaven a Sarai per prometre fidelitat al kan i rebre la seva patent d'autoritat (yarligh o yarlik).
Posteriorment la capital es va traslladar a un nou emplaçament, 180 km al nord-oest, i va passar a ser coneguda com a Nova Sarai.